# 52 (serietidning)
52 var en amerikansk serietidning utgiven av DC Comics i 52 nummer under 2006–2007 (ett nummer i veckan under ett års tid).
"52" utspelade sig i kölvattnet på mega-crossovern "Infinite Crisis" och behandlade några av de förändringar som skett i DC:s universum. Efter "Infinite Crisis" hoppar alla DC-serier ett år framåt i tiden och "52" berättar vad som hände i glappet. 
Varje nummer innehöll en tjugosidors huvudhistoria samt en kortare andraserie.
Författarna och tecknarna till serien roterades under året, men bland dem fanns välkända serieskapare som Grant Morrison, Geoff Johns, Greg Rucka, Mark Waid och Keith Giffen.
De stora giganterna från DC, Stålmannen, Batman med flera var inte fokus för "52". Snarare var det relativt åsidosatta karaktärer som The Question, Steel, Elongated Man och Booster Gold som hade huvudrollen i serien.
Under 2007-2008 följdes "52" upp av "Countdown", eller "Countdown to Final Crisis". Serien har samma format, med ett nummer varje vecka.